# Hao Haidong
Hao Haidong (郝海東T, 郝海东S, Hǎo HǎidōngP; Qingdao, 25 agosto 1970) è un ex calciatore cinese, di ruolo attaccante.

## Carriera
Hao haidong è uno dei pochi giocatori cinesi che ha partecipato al Campionato Mondiale di Calcio 2002 in Giappone e Corea del Sud, lui ha giocato in tutte le 3 partite di girone, fino ad oggi il cui è l'unica esperienza che la Nazionale Cinese si è presentata nel Campionato Mondiale. È il miglior marcatore della Nazionale di calcio della Cina con 41 gol realizzati.
Il 4 giugno 2020, durante un'intervista di Youtube, Hao Haidong ha letto la "Dichiarazione del nuovo stato federale cinese", con cui ha espresso chiaramente la sua opinione di contro governo cinese e anti-comunismo. Dopo di che Hao Haidong è subito un blocco su internet, su tutti i siti web cinesi non si riesce più trovare nessuna sua informazione, i dati sono stati cancellati subito dopo l'intervista.

## Palmarès

### Club

#### Competizioni nazionali
- Campionato cinese: 6

Bayi: 1986
Dalian Shide: 1997, 1998, 2000, 2001, 2002
- Coppa della Cina: 1

Bayi: 1990